# Stephen Stills (album)
| Recensione | Giudizio |
| ---------- | -------- |
| AllMusic   |          |

Stephen Stills è il primo album da solista di Stephen Stills, pubblicato dalla Atlantic Records nel novembre del 1970. Il disco fu registrato all'Island Studios di Londra (Inghilterra) ed al Wally Heiders Studio III ed al The Record Plant di Los Angeles, California (Stati Uniti). Come indicato nelle note di copertina, l'album fu dedicato a Jimi Hendrix, presente come sessionman in un brano e deceduto due mesi prima della pubblicazione dell'album.

## Tracce
Brani composti da Stephen Stills
Lato A
1. Love the One You're With – 3:03
2. Do for the Others – 2:52
3. Church (Part of Someone) – 4:05
4. Old Times Good Times – 3:38
5. Go Back Home – 5:56

Lato B
1. Sit Yourself Down – 3:05
2. To a Flame – 3:10
3. Black Queen – 5:20
4. Cherokee – 3:25
5. We Are not Helpless – 4:17

## Musicisti
Love the One You're With
- Stephen Stills - chitarre, organo, batteria (steel drum), percussioni
- Calvin Fuzzy Samuels - basso
- Jeff Whittaker - congas
- Rita Coolidge - accompagnamento vocale, coro
- Priscilla Jones - accompagnamento vocale, coro
- John Sebastian - accompagnamento vocale, coro
- David Crosby - accompagnamento vocale, coro
- Graham Nash - accompagnamento vocale, coro
- Andy Johns - ingegnere del suono

Do for the Others
- Stephen Stills - chitarre, percussioni, basso, voce

Church (Part of Someone)
- Stephen Stills - pianoforte, organo, voce, arrangiamenti
- Calvin Fuzzy Samuels - basso
- Conrad Isedor - batteria
- Judith Powell - accompagnamento vocale, coro
- Liza Strike - accompagnamento vocale, coro
- Larry Steele - accompagnamento vocale, coro
- Tony Wilson - accompagnamento vocale, coro
- Arif Mardin - arrangiamenti

Old Times Good Times
- Stephen Stills - organo, voce
- Jimi Hendrix - chitarra solista
- Calvin Fuzzy Samuels - basso
- Conrad Isedor - batteria
- Jeff Whittaker - congas
- Andy Johns - ingegnere del suono

Go Back Home
- Stephen Stills - chitarra basic, tastiere, voce
- Eric Clapton - seconda chitarra solista
- Calvin Fuzzy Samuels - basso
- John Barbata - batteria
- Dallas Taylor - batteria
- Rita Coolidge - accompagnamento vocale, coro
- Priscilla Jones - accompagnamento vocale, coro
- Claudia Lanier - accompagnamento vocale, coro
- John Sebastian - accompagnamento vocale, coro
- Cass Elliot - accompagnamento vocale, coro
- David Crosby - accompagnamento vocale, coro

Sit Yourself Down
- Stephen Stills - chitarra solista, pianoforte, voce
- Calvin Fuzzy Samuels - basso
- John Barbata - batteria
- Rita Coolidge - accompagnamento vocale, coro
- Priscilla Jones - accompagnamento vocale, coro
- Claudia Lanier - accompagnamento vocale, coro
- John Sebastian - accompagnamento vocale, coro
- Cass Elliot - accompagnamento vocale, coro
- David Crosby - accompagnamento vocale, coro
- Graham Nash - accompagnamento vocale, coro

To a Flame
- Stephen Stills - chitarre, pianoforte, voce
- Richie - batteria
- Art Mardin - conduttore musicale

Black Queen
- Registrato dal vivo

Cherokee
- Stephen Stills - chitarra solista, basso, voce, arrangiamenti
- Booker T. Jones - organo
- Sidney George - flauto, alto (solo)
- Dallas Taylor - batteria

We Are not Helpless
- Stephen Stills - chitarra, tastiere, basso, voce
- Richie - batteria
- Rita Coolidge - accompagnamento vocale, coro
- Priscilla Jones - accompagnamento vocale, coro
- Claudia Lanier - accompagnamento vocale, coro
- John Sebastian - accompagnamento vocale, coro
- Cass Elliot - accompagnamento vocale, coro
- David Crosby - accompagnamento vocale, coro
- Graham Nash - accompagnamento vocale, coro
- Shirley Matthews Chorus - accompagnamento vocale, coro
- Booker T. Jones - accompagnamento vocale, coro
- Cyrus Faryar - accompagnamento vocale, coro
- Henry Diltz - accompagnamento vocale, coro